# 101 Reykjavik (ścieżka dźwiękowa)
101 Reykjavik – islandzki album muzyczny Damona Albarna i Einara Örna Benediktssona z muzyką do filmu 101 Reykjavik w reżyserii Baltasara Kormákura. Wydany został w 2001 r. przez wytwórnię EMI na pojedynczej płycie CD pod numerem katalogowym 532989.
Na płytę składają się głównie tematy elektroniczne oraz kilka utworów instrumentalizowanych gitarowo, które ilustrowały film oraz ich remiksy.

## Wykonawcy i ekipa
- Damon Albarn – producent
- Bang Gang – remiksy
- Dadi Birgisson – instrumenty klawiszowe
- Jason Cox – producent, inżynier
- Egill S. – wykonawca, remiksy
- Randy G. – gitara basowa
- Tom Girling – producent, inżynier, montaż cyfrowy
- Gus Gus – producent
- Hilmar Örn Hilmarsson – remiksy
- Minus – remiksy
- Einar Örn – producent
- Ivar Bongo Ragnarsson – miksowanie
- Emiliana Torrini – remiksy

## Lista utworów
1. 101 Reykjavik Theme – 3:06
2. 101 Reykjavik Theme, remix Emiliana Torrini – 3:48
3. Atlanta – Bath – 0:39
4. Journey Club-Frost – 3:11
5. Bar Beaten – 0:58
6. Bar Beaten (101 Terror City), remix Curver – 6:41
7. Flamenco Lola – 3:46
8. Shooting Gallery – 0:40
9. Suitcase – 1:37
10. Suitcase (101 Hangovers), remix Hoh – 4:59
11. Bar Hip Hop – 1:47
12. Teapot – 1:25
13. Teapot Mix, Egill S. – 3:18
14. Fireworks Organ – 0:43
15. New Year #1 – 2:21
16. New Year #1, remix Banggang – 3:32
17. New Year #2 – 0:50
18. Glacier Memory – 1:59
19. Morning Beer – 0:55
20. University – 1:38
21. Draem Scene – 1:03
22. Stereo Blasting (Lola) – 0:19
23. Out of Church – 1:25
24. Man's World – 0:31
25. Bar Fight – 1:06
26. Bar Fight, remix Minus – 3:05
27. Big Party – 2:40
28. Glacier – 4:04
29. Dub Lola – 3:05
30. Reykjavik2k, Gus Gus – 5:15